# Vexaincourt
Vexaincourt [vɛksɛ̃kuʁ]  est une commune française située dans le département des Vosges, en région Grand Est.

## Géographie

### Localisation
La commune de Vexaincourt s'étale le long de la rivière Plaine, en rive gauche, en face de la commune allongée de Bionville, sur la rive droite, ainsi en aval les anciennes hières de la Haute Creuse se placent devant le finage du Halbach, le village lui-même face à la Basse de Chaumont ou Bas-Chaumont, et l'amont en face du débouché du vallon sous le replat du Taurupt.

### Géologie et relief
Le territoire communal s'étend grosso modo au sud et surtout à l'est, en remontant les vallons principaux drainées respectivement par le Menombru et par le ruisseau ou goutte de la Maix, dont le haut cours coulant depuis l'auge sous la montagne de la Corbeille appartient à la commune alsacienne de Grandfontaine.
Vexaincourt était un village agro-pastoral, travaillant le fer autrefois avant d'accueillir un atelier technique de l'industrie textile, au milieu de la haute vallée de la Plaine, implanté sur la rive gauche de la rivière et entouré de forêts de résineux.
Vexaincourt est située à 19 km de Raon-l'Étape, 66 km d'Épinal, 36 km de Saint-Dié, 68 km de Strasbourg et l'ancienne place principale du village en rive droite du ruisseau de la Maix se trouve à une altitude de 376 mètres, à l'instar de la place devant la Mairie ou l'église, où passait autrefois la route principale de la vallée. C'est une des communes les plus boisées de France (94 % du territoire). Le village est maintenant concentré à l'écart de la route départementale 392 qui mène au Donon.

#### Géologie
Léon Louis mentionne les alluvions en fond de vallée, la présence de grès rouges ou todtliegende Bunsandstein en rebord de vallée amont, et surtout sur les hauteurs des flancs, à la base des sommets, le grès vosgien, où se remarquent des carrières de grès à ciel ouvert.

### Communes limitrophes
La limite avec Allarmont part de la Haute Creuse, d'abord en longue pointe sur l'ancienne prairie irriguée, avant de gagner en ligne droite le massif forestier de la Haute Côte, culminant à 709 mètres d'altitude, avant-massif de la forêt domanial des Bois Sauvage(s). Sur le cadastre napoléonien, ce massif de la Haute Côte se dénomme montagne de la Haute Creuz, attestant une ancienne activité pastorale. Le premier revers oriental, assez pentu, portant toujours le bois de Vexaincourt, se nommait le penchant de côte de Menombry. Le revers suivant, sous la hauteur de la Haute Côte à 709 mètres d'altitude jusque sous le col des Marcassins, s'appelait le penchant dit "courrier des Perches".
La limite sommitale prend une direction sud-est, avec toutefois, un décalage de presque 250 mètres vers le nord-est après le col des Marcassins, qui laisse l'essentiel des hauteurs du vieux chemin saint Grime à la commune d'Allarmont. Le penchant à l'est du dolmen de la Haute Côte est qualifié de Sauvage Femme. Une hauteur au sud était qualifiée sur le plan cadastrale des années 1820 de "clairière de la Sauvage Femme", attestant la présence d'une chaume ancienne culminant à 761 mètres d'altitude. Plus à l'est, le canton de "Craisé Sepp "ou au sud-est le canton de "Jardin David" sont des reliquats d'appellations forestières, qui délimitaient les grandes parcelles des Bois Sauvage(s).
La limite rejoint d'abord la hauteur du Sauvage Homme, puis gagne le sommet arrondi du Saint-Grime culminant à 819 mètres d'altitude, en formant un point frontalier triple avec la commune de Moussey sur le revers sud-est à forte pente et la commune d'Allarmont à l'occident. La commune de Vexaincourt garde la haute combe dominant la passe actuelle du Jardin David. Toutes ses hauteurs débordent légèrement vers le haut val de la commune de Moussey, la limite sinue ainsi vers le nord-est sous la chaume des Auges culminant à 827 mètres d'altitude et au-delà la Roche des Auges à 799 mètres d'altitude, avant de rejoindre le col du Bon Dieu à 774 mètres d'altitude connu pour son oratoire qui domine le lac de la Maix, enfoncé dans son vallon glaciaire au nord. Surmontant le col du Haut du Bon Dieu, le mont du Haut du Bon Dieu à 812 mètres d'altitude ouvrait un replat de plus d'un kilomètre vers le Nord-Ouest qui était une chaume avant la fontaine Colas Lorrain, mais que ne se signalait sur le cadastre napoléonien que par diverses clairières, dont celle encore importante dite de la chaume de la grotte de la Biche. Au nord de la crête qui se prolongeait vers la montagne dite Habermihl, au niveau de l'échancrure du col de la fontaine Colas, le revers était nommé du nom du vallon du ruisseau qu'il surmontait, soit le "penchant de la goutte de la Maix". La haute vallée du ruisseau du Menombru, plus au sud, était aussi située sur un penchant dit "Courier des Auges".
La limite reprend sa course au nord-est sur les hauteurs, suivant approximativement l'ancienne voie des Bannes, qu'elle ne suit pas sur l'autre versant, tombant vers le col du Prayé. Elle reste par contre sur la ligne de faîte, au-delà de 800 mètres d'altitude. L'espace communal forme une pointe orientale englobant le profond vallon du Trou du Diable sous la montagne de la Corbeille atteignant son coin sud-ouest vers 880 mètres d'altitude. De là, au sud et à l'ouest de la commune de Grandfontaine, elle rejoint les montagnes d'Asson, la Tête d'Asson culminant à 837 mètres d'altitude, ou à partir des hautes Fêtes à l'ouest, elle marque la séparation avec la commune de Luvigny. Au sud du Col d'Asson, au fond du vallon, se trouvait la scierie de la goutte de la Maix, c'est pourquoi ce versant au soleil se nommait le penchant de la scierie de la goutte de la Maix ou dans son ancienne partie en chaume ou paisson, la clairière de la scierie de la goutte de la Maix. Sur le cadastre napoléonien, le chemin de ce long vallon, dénommé la chemin de la basse de la goutte de la Maix, se dirige vers la passe de la Corbeille et le col de la Minière, et ignore le lac de la Maix. Ce chemin de portage menant vers l'Alsace est à l'origine de la rue de la goutte de la Maix dans l'ancien village de Vexaincourt. Toutefois il existait à la fin du  XVIIIe siècle un chemin de Vexaincourt vers la haute cense de la Maix, représenté plus tard par les deux fermes proches du lac de la Maix, dont la première partie menant à la scierie se confondait avec ce chemin principal sur le finage. Le finage remontait continûment depuis le village sur plus de deux kilomètres avec des prairies, prés et champs, en fonds du vallon, jusqu'à 435 mètres d'altitude. En amont, il y avait en dehors du chemin du vallon, divers prés inclus dans l'espace forestier, comme le "pré Matelet", et à l'écart au sud sur le revers, au-dessus de la clairière dénommé "La Brûlé de Maye", les fermes isolées du lac de La Maix, près de la masure dénommée autrefois hermitage. Le petit lac apparaissait au nord sous les contreforts du Bon Dieu couvert d'une végétation arbustive, dit "taillis de la Maix", au début du XIXe siècle.
Le haut de la passe de la Corbeille ou haute passe d'Asson, sur le chemin de la goutte de La Maix au col des Minières, est marquée par la Croix Brignon, dédiée à Jean-Baptiste Brignon mortellement touché par le soldat-garde chasse allemand Kaufmann le 24 septembre 1887.
| Bionville Meurthe-et-Moselle | Bionville Meurthe-et-Moselle | Luvigny                |
| Allarmont                    | Vexaincourt                  | Grandfontaine Bas-Rhin |
| Allarmont                    | Moussey                      | Moussey                |

### Hydrographie et les eaux souterraines
Hydrogéologie et climatologie : Système d’information pour la gestion des eaux souterraines du bassin Rhin-Meuse :
Territoire communal : Occupation du sol (Corinne Land Cover); Cours d'eau (BD Carthage),
Géologie : Carte géologique; Coupes géologiques et techniques,
 Hydrogéologie : Masses d'eau souterraine; BD Lisa; Cartes piézométriques.
La commune est située dans le bassin versant du Rhin au sein du bassin Rhin-Meuse. Elle est drainée sur l'axe de la vallée par la Plaine, et sur les vallons latéraux, par le ruisseau de la Maix, qui descend de la montagne de la Corbeille en cascatelles nombreuses et pittoresques, et le ruisseau de Menonru ou autrefois des Menombres, qui son nom l'indiquait, menait aux versants forestiers ombrés,.
La Plaine, d'une longueur totale de 34,3 km, prend sa source dans la commune de Grandfontaine et se jette dans la Meurthe à Raon-l'Étape, après avoir traversé onze communes.

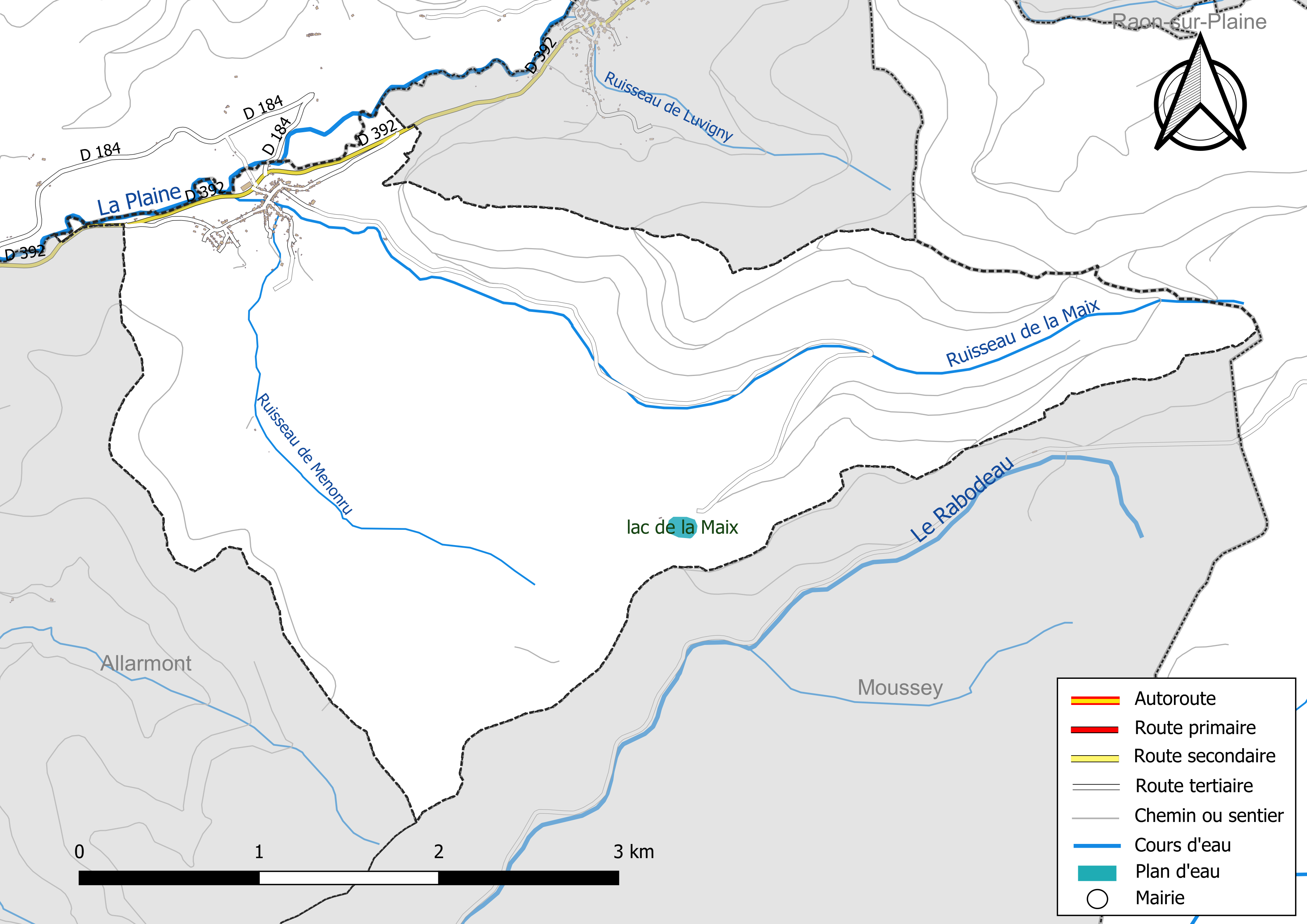
Réseaux hydrographique et routier de Vexaincourt.

La qualité des cours d’eau peut être consultée sur un site dédié géré par les agences de l’eau et l’Agence française pour la biodiversité.
De nombreux ruisselets typiques descendent des hauteurs méridionales de la forêt domaniale dites « des Bois Sauvage(s) ». Les ruisseaux de la Maix et de Menonrupt, descendent de deux vallons entre versant au soleil et versant à l'ombre, confluent au cœur du village avant de rejoindre la rivière Plaine en rive gauche. Il n'est évident de suivre leurs appellations au cours des siècles passés : le premier s'écrivait aussi ruisseau ou ru de la Meix ou de la Mex, donnant naissance au chemin de la meix qui remontait son cours en rejoignant Raon sur Plaine en passant entre la Corbeille et les hautes fêtes d'Asson, le second se nommait encore Ménonru ou Menombru, voire selon les statistiques de Léon Louis, en 1880, ruisseau des Ménombres. Ces ruisseaux étaient cruciaux pour les équipements hydrauliques et les aménagements d'irrigation, alimentés par un réseau complexe de rigoles ou canaux.
Il existait autrefois diverses réserves halieutiques, variables ou reconductibles selon les années, ainsi en 1880 la goutte-de-la-Maix est mise en réserve stricte de la scierie de la Maix jusqu'à la Plaine, ainsi en 1880 comme en 1888, était interdite par la préfecture toute pêche entre le barrage du Haut Champ de Foux (en limite avec Luvigny) et le barrage de la Grève à Vexaincourt.

### Climat
Pour des articles plus généraux, voir Climat du Grand Est et Climat des Vosges.
En 2010, le climat de la commune est de type climat de montagne, selon une étude du Centre national de la recherche scientifique s'appuyant sur une série de données couvrant la période 1971-2000. En 2020, Météo-France publie une typologie des climats de la France métropolitaine dans laquelle la commune est exposée à un climat semi-continental et est dans la région climatique Vosges, caractérisée par une pluviométrie très élevée (1 500 à 2 000 mm/an) en toutes saisons et un hiver rude (moins de 1 °C).
Pour la période 1971-2000, la température annuelle moyenne est de 9,7 °C, avec une amplitude thermique annuelle de 16,9 °C. Le cumul annuel moyen de précipitations est de 1 200 mm, avec 13,2 jours de précipitations en janvier et 11,1 jours en juillet. Pour la période 1991-2020, la température moyenne annuelle observée sur la station météorologique de Météo-France la plus proche, « Badonviller », sur la commune de Badonviller à 11 km à vol d'oiseau, est de 10,2 °C et le cumul annuel moyen de précipitations est de 1 066,3 mm. 
La température maximale relevée sur cette station est de 39,1 °C, atteinte le 4 août 2022 ; la température minimale est de −22 °C, atteinte le 14 janvier 1960,,.
Les paramètres climatiques de la commune ont été estimés pour le milieu du siècle (2041-2070) selon différents scénarios d'émission de gaz à effet de serre à partir des nouvelles projections climatiques de référence DRIAS-2020. Ils sont consultables sur un site dédié publié par Météo-France en novembre 2022.

## Urbanisme

### Typologie
Au 1er janvier 2024, Vexaincourt est catégorisée commune rurale à habitat dispersé, selon la nouvelle grille communale de densité à sept niveaux définie par l'Insee en 2022.
Elle est située hors unité urbaine et hors attraction des villes,.

### Occupation des sols
L'occupation des sols de la commune, telle qu'elle ressort de la base de données européenne d’occupation biophysique des sols Corine Land Cover (CLC), est marquée par l'importance des forêts et milieux semi-naturels (97,9 % en 2018), une proportion identique à celle de 1990 (97,9 %). La répartition détaillée en 2018 est la suivante : forêts (96,8 %), zones urbanisées (2,1 %), milieux à végétation arbustive et/ou herbacée (1,1 %). L'évolution de l’occupation des sols de la commune et de ses infrastructures peut être observée sur les différentes représentations cartographiques du territoire : la carte de Cassini (XVIIIe siècle), la carte d'état-major (1820-1866) et les cartes ou photos aériennes de l'IGN pour la période actuelle (1950 à aujourd'hui).

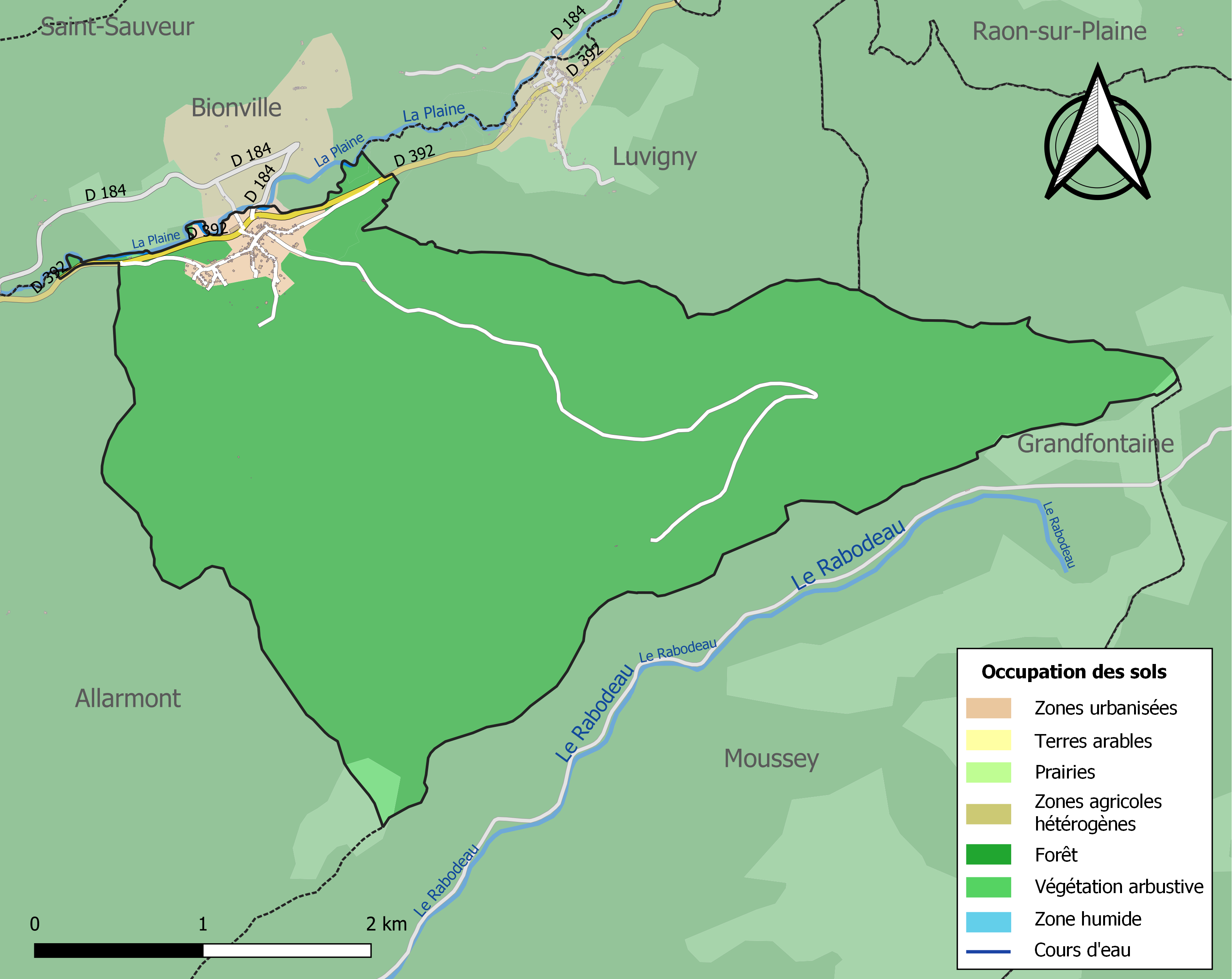
Carte des infrastructures et de l'occupation des sols de la commune en 2018 (CLC).

## Toponymie
- Wessincourt sur la carte de Nicolas Sanson d'Abbeville, Archidiaconé de Port et prévosté de Saint-Diey en 1656,
- Vexincourt sur un document des archives de Meurthe-et-Moselle de 1710,
- Vaixaincourt, dans le Pouillé Chatrian en 1768
- Vexaincourt lors de la création de la commune française en 1793[22].

L'instituteur Grandclerc, responsable en tout ou partie de la monographie communale en 1889, mentionne deux graphies phonétiques, "Vexancourt" selon une modalité ancienne de prononciation globale incluant le t final, et "Vexaincour", la plus commune en patois roman, en dialecte vosgien, variante du lorrain de l'Est, et en français local ou régional[réf. nécessaire].
Emile Gerlach, dans une note de son essai archéo-toponymique, affirmait que ce toponyme, une formation avec suffixe en -curtis engendrant le -court final, correspondait à l'époque barbare. Le suffixe indique simplement un regroupement d'homme ou de bâtiment, il est proche du mot féminin en latin véhiculaire, cohors, cohortis, signifiant trivialement l'enclos, la cour de ferme, la basse-cour et en général la troupe, avec un sens militaire précis dans l'armée romaine, de cohorte de légionnaire ou dixième partie de la légion, plus tard un terme employé aussi pour les troupes auxiliaires. Ce vocable avec des variantes phonétiques caractérise ainsi des regroupements entre l'époque de la Tène (cort, corre, cortis, désignant un regroupement faisant domaine d'activité agro-pastoral ou de relais de transport, avec les diminutifs corticola...) et les époques mérovingiennes, voire au-delà où cette suffixation domaniale était comprise. Il rejoint la gamme des suffixations domaniales en -meix, -ville, -viller, -willer, -wihr... qu'il est aussi bien difficile de dater[réf. nécessaire].
Il semble que le radical avant le suffixe soit proche de celui de Vézeval, autrefois Veisval, qui désignait au XIIe siècle et XIIIe siècle la bourgade ou petite ville qui dominait économiquement la confluence de la Plaine et de la Meurthe. Or il est évident que la vallée ou le val de la Plaine s'accroît à partir de l'amont de La Trouche, hameau construit plus tard à proximité des ruines de Vezeval. Le verbe allemand actuel wächsen, au sens de grandir, laisser grandir, le verbe grec aexen, le verbe latin augeo, auxi, augere, à la fois transitif et intransitif, au sens de faire croitre, croître, accroître, augmenter, se développer qui a laissé la mot latin masculin auctor, auctoris, celui qui augmente, qui accroît... où il est facile de deviner l'ancêtre latin du mot français auteur. Le premier terme Vessin ou Vexain apparaît en diminutif, pour qualifier un finage qui s'accroît en descendant avec la vallée. Faut-il signaler que le val de Plaine s'accroît sensiblement en rejoignant Vexaincourt depuis l'amont ? Nous ignorons aussi si la croissance était une projection à long terme des fondateurs du domaine[réf. nécessaire].

## Histoire
Vexaincourt a fait partie à partir du XIIe siècle du ban d'Allarmont, un des grands bans de la vallée de la Plaine, avec Celles, dans le cadre du comté de Salm. La mairie du Val d'Allarmont, simplifiée en mairie d'Allarmont, organise concrètement le ban, assurant la levée des impôts ou le prélèvement fiscal des habitants, pour le compte des seigneurs, comtes de Salm.

### Période moderne
Pour se distinguer de son vieux cousin, le comte Jean IX de Salm, après le partage de 1598, respectant une capitale Badonvillers indivis et de nombreux biens indivis avec des droits, le comte Frédéric, comte de Salm-Sauvage, se fait appeler, prince et seigneur de Luvigny et Vexaincourt, affirmant ses prérogatives forestières.
De 1598 jusqu'en 1751, Vexaincourt, par ailleurs incluse dans le ban ou mairie du Val d'Allarmont, faisait partie de la seigneurie des rhingraves de Salm-Sauvage, devenue par décision de l'Empereur Habsbourg, comté d'Empire en 1621, puis de 1751 à 1793, de la principauté de Salm-Salm ; il était compris, sur les plans religieux et forestiers, dans le ban de Luvigny, au val d'Allarmont, car la mairie n'avait aucun pouvoir sur les forêts gérées par les grueries comtales ou princières, ni sur l'ordre spirituel soustrait à l'abbaye de Senones après une reconquête catholique tridentine désastreuse pour la vie humaine et passé à partir de 1680 au doyenné de Salm au sein de l'église de Toul, à l'instar du tiers-état français.
En 1664, la légende de la visite du prieur de Senones raconte qu'il n'y a plus que six habitants (foyers solvables) à Vexaincourt. En réalité, il s'agirait d'une délégation armée de la mairie du Val d'Allarmont venue lui exposer qu'il n'était point le bienvenu après les massacres de la soldatesque lorraine dans la vallée, qu'il avait, avec ses sbires de l'inquisition catholique, installé à demeure il y a plus de 15 ans. Le prieur du chapitre de l'Abbaye Saint-Pierre de Senones, Hipolyte Bobant, avait été mandé par le duc Nicolas François de Lorraine, abbé de Senones, seigneur des églises de Celles, Allarmont et Luvigny, probablement en coupable idéal pour expliquer les dévastations et l'absence de protection des populations sujettes, ce qui au demeurant ruinait durablement les ressources des paroisses et communautés du Val.
Le droit de bienvenue et d'entrée, correspondant à une taxe de chef de famille, sélective si elle exige des recommandations d'habitants, et d'installation au profit du seigneur, est fixée à 5 livres ou 5 Francs qu'il faut apporter en personne au Grand bailliage de Salm à Badonvillers avant 1751 et à Senones après 1751. Le four banal, à fréquentation obligatoire au village, requiert 10 gros par année et par feu (famille ou foyer fiscal). Les censes de la Hière dans la vallée et du Pierron sur une hauteur sont peuplées à la fin du XVIIe siècle et au XVIIIe siècle. Entre 1703 et 1713, les registres de baptêmes, mariages et sépultures mentionnent 45 baptêmes, 18 mariages et 20 décès. La population est encore réduite, par rapport à celle d'avant 1648 et surtout de la fin du XVIe siècle, au moment du premier partage de 1598.
Sa paroisse et son église dédiée à saint Michel dépendait sur le plan spirituel de l'église de Luvigny, son desservant n'était qu'un vicaire venu de Luvigny ou soumis au curé de Luvigny. La véritable fête patronale était déplacée sur chaque premier dimanche d'octobre, comme le rappelle Léon Louis vers 1880, alors que la saint Michel, le 29 septembre, restait une journée de commémoration patronale discrète et familiale. Le catéchisme et la psalmodie sont enseignés par le vicaire, voire à plus haut niveau par le curé de Luvigny. Il existe une école d'hiver, apparemment peu fréquentée car le taux d'analphabétisme est important, au vu des lacunes de signatures sur les registres entre 1779 et 1788.
Après la mutation municipale de 1790, il est possible d'observer la justice au cœur de la principauté, à Vexaincourt et à Senones. Le 20 décembre 1790, Françoise L'Évêque, veuve de François Absalon, se fait rouer de coups et frapper à la tête par l'aubergiste Joseph Zabé, ostensiblement ivre de colère ou excédé par une dispute d'opinion, un propos déplacé ou une exigence de remboursement, on ne sait, au domicile d'un tiers, Nicolas Vigneron. Quatre jours après cette agression, la plaignante représentée par son avocat, maître Tisserant, expose le constat de ses blessures et contusions multiples, les frais de pansement et de médicament par le barbier-chirurgien, et, sans se laisser impressionner, exige 300 livres de dommages et intérêts. Les faits de coups et blessures sont reconnus facilement par maître Balland, avocat de l'aubergiste indélicat, ils sont consignés par la sentence du 10 janvier 1791. La justice princière espère-t-elle un règlement à l'amiable avant un délai d'un mois, puisqu'il y a reconnaissance des faits ? Il ne se passe rien avant le 29 janvier, date de diligence d'une procédure de convocation de deux témoins en faveur de la victime, par l'huissier Toubhans, qui rencontre ensuite l'aubergiste Joseph Zabé au domicile de son avocat défendeur maître Balland. Les deux témoins de la veuve paraissent jeunes et frêles : Anne Marlier, 20 ans, fille de Nicolas Marlier d'Allarmont, n'est point du village comme tous les protagonistes, elle travaille comme servante chez Jean-Baptiste Bréjot, marchand à Celles et un garçon Joseph Décieux, fils de Joseph Décieux, habitant Vexaincourt, n'a que 13 ans. L'exploit, un acte de la jurande de témoins, rédigé par l'huissier parvient au greffier Thouvenot, qui, le 3 février, à la Chambre du Conseil du Siège, en informe le commissaire Joseph Pariset, assesseur au Grand Bailliage de la Principauté de Salm. Le commissaire, après lecture, admet la requête, et fait noter en faveur d'une exécution sous huit jours.

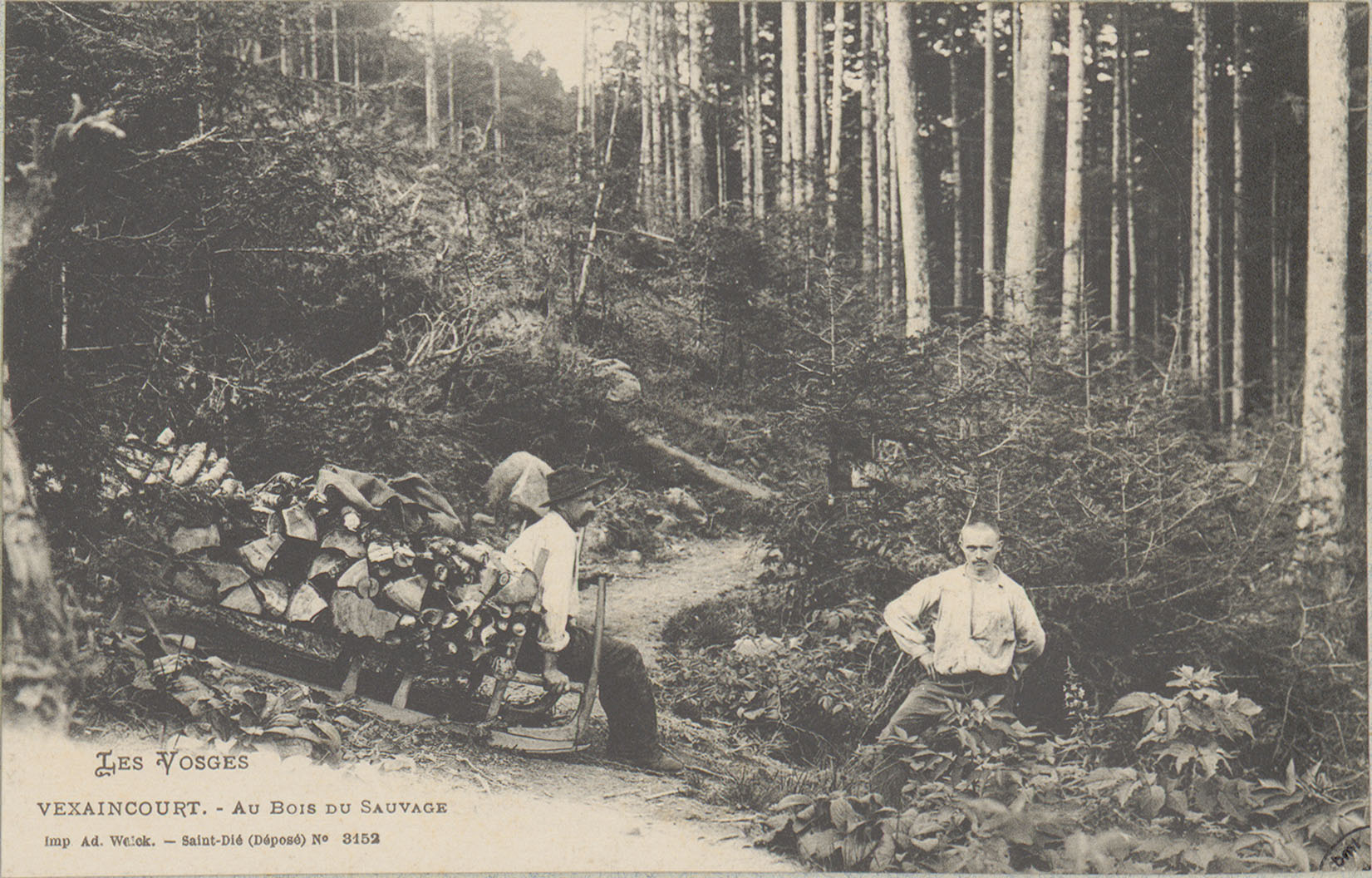
Bûcherons au bois du Sauvage (carte postale Adolphe Weick).

Le 2 mars 1793, la réunion à la France votée par l'assemblée des municipalités de la Principauté au plaid de Senones, est enregistrée par décret de la Convention. Les commissaires français installent l'administration française avec les concours des habitants, la nouvelle commune de Vexaincourt est créée en quelques semaines dans le canton d'Allarmont, Jean-Baptiste Magron en est le premier maire élu.

### Période contemporaine
En 1800, la suppression du petit canton d'Allarmont, caractérisée par une vie politique intense, brise l'unité partiellement retrouvée du Val d'Allarmont. Luvigny, Vexaincourt, Allarmont rejoignent la canton de Raon-L'Etape, alors que Raon-sur-Plaine est rattachée au canton de Schirmeck. En l'an XII (1804), la mairie recense 406 habitants, mais la plupart des habitants restent instables, circulant temporairement vers les côtes ou de bas en haut de la vallée.
En 1823, une mairie-école, une solide bâtisse de plan carré est (re)construite. L'école, qui accueille 127 élèves en 1845, est mixte jusqu'en 1881. Elle est remaniée en 1888, avec l'implantation de hautes et larges fenêtres.
À l'occasion de l'exposition publique de 1833, l'entreprise de Nicolas Eustache Letixerand, une des premières fabriques de ce genre dans les Vosges, dévoile le savoir-faire à la fois ancestral et modernisé des ouvriers métallurgistes du Val d'Allarmont. Vexaincourt expose ainsi diverses alènes en acier fondu servant dans les filatures de coton, mais qui peuvent être employées par des artisans du cuir : sellier, bourrelier, coordonnier. En quelques années, une trentaine d'ouvriers spécialisés ont été formés au village par l'alénier Nicolas Letixerand dans une usine efficace et moderne. Les trois tonnes d'acier nécessaires à son fonctionnement ne proviennent plus comme autrefois pour les cloutiers et forgerons d'avant 1800 des forges de Framont-Grandfontaine des comtes ou princes de Salm, mais de la forge de Monsieur Joseph Falatieu au Pont de Bois en Haute-Saône. Huit millions d'alènes de tout genre, aux coûts ordinaires entre 3 et 18 Francs les cent, sont produites sur des machines hydrauliques perfectionnées. Des productions techniques spéciales sont facturées sur une fourchette de prix entre 10,50 et 25 F les cent. L'usine emploie 30 ouvriers, payés entre 60 centimes et 1,75 F par journée de travail. Nicolas Letixerand décède le 8 mai 1837 à Vexaincourt, l'entreprise est dirigée non sans conflits internes par divers gérants ou hommes de l'art, dont Nicolas Guillaume, puis est cédée, sans changer de nom, à Victor Lévêque avant 1868.
Une autre entreprise, Bergaire et Langloix, originaire de Darney où elle continue la fabrication de couverts en fer battu, a été attirée par le savoir-faire des anciens cloutiers et forgerons du Val d'Allarmont. Employant six ouvriers spécialisés payés 1,50 F par journée ouvrée, elle produit avec des machines hydrauliques 20000 broches par an à partir d'acier et de fonte. Le coût d'une centaine de broches produites en 1833 est entre 65 et 80 F.
En 1845, Paul Charton et son collègue Henri Lepage indiquent de façon sommaire quatre forges en activité, occupant 40 ouvriers et produisant 40000 F en valeur par an, sous forme de produits métallurgiques variés, broches, alènes et autres pièces de forge. Il ajoute aussi quatre scieries occupant huit ouvriers encore vers 1880, et deux moulins à grains. Sa description du finage et des écarts reste sommaire. Sur un territoire communal de 1 140 ha, il retient 1 007 ha de bois qui explique l'importance du commerce de bois, et seulement 53 ha de terres en labour, 47 ha en surface de prés et prairies, et un surprenant 11 ha en surface de jardins, vergers et chénevières. Les champs ne fournissent que peu de blé, surtout de l'avoine en céréale de printemps, du seigle ou du méteil en céréales d'hiver, du sarrazin et beaucoup de pomme de terre. Les 110 maisons de Vexaincourt peuvent abriter en hiver 547 habitants dispersés en 149 ménages. Il n'y a que 55 électeurs censitaires. La ferme de la Maix, aux abords du lac homonyme, et les censes de la Hière sur la prairie en aval, et du Pierron, sont citées.
Le village de Vexaincourt est traversé par la route départementale no 16 de Rambervillers à Strasbourg, il est situé à 64 km d'Epinal, chef-lieu de préfecture, 39 km de Saint-Dié, chef-lieu d'arrondissement, et 19 km de Raon-L'Etape, chef-lieu de canton.
En 1851, l'église Saint-Michel est reconstruite, en faisant appel aux offrandes, dons et corvées volontaires des habitants. Fin 1850, la recherche de pierre commence à 300 mètres à vol d'oiseau sur la chaume de la Malgrange, un monticule entouré de terrasses cultivées faisant office de carrière. Les pierres extirpées, puis dégrossies sont ensuite schlittées ou portées par chariot vers le chantier. En 1852, la nouvelle église est consacrée solennellement par le curé de Luvigny. En 1866, la population de Vexaincourt, vieillissante, aux familles essentiellement stables, dépasse encore 510 habitants, elle avait franchi la barre des 500 habitants en 1830 pour culminer en 1841 et 1847 à 547 habitants. La déprise démographique s'amorce, alors que le finage reste approximativement inchangé, malgré des écarts anciens qui continuent à disparaître. Il y a plus de belles maisons au centre du village, avec de magnifiques auges de fontaines.
Vexaincourt, sans perdre de territoire forestier, au contraire de sa voisine, Raon-sur-Plaine, devient frontalière avec l'Allemagne en 1871 après le traité de Francfort.
Entre 1877 et 1880, une école spéciale de filles sort de terre, en position dominante par rapport à l'école-mairie de 1823. Elle accueille une quarantaine de filles. Cette dernière abandonne ainsi la mixité, étant réservée à la soixantaine de garçons scolarisés. En 1886, Vexaincourt n'a plus que 442 habitants et 117 ménages. Le mode de suffrage a changé, devenu universel masculin avec 132 électeurs. Mais la jeunesse manque, s'il reste une sage-femme au village, il n'y a que deux conscrits en 1886. La forêt apporte la plus sûre source de revenu pour les acteurs forestiers, et notamment les revenus communaux avec 314000 F. Les marchands de bois revendent au loin bois de chauffage et surtout bois de charpente. Les revenus annuels communaux en 1886 s'élèvent à 5276 F, dont 71 F en rente à 3 % sur l'état. La valeur du centime additionnel est égale à 41,19 F. Les quatre contributions départementales exigent un prélèvement de 4511,42 F dont 331,34 F en patentes.
Pour ne pas s'endetter dans des travaux d'aménagements coûteux, la grande commune limite, malgré la demande des usagers et des entreprises de débardage, l'extension des chemins reconnus à sa charge, seulement 3461 mètres de chemins vicinaux ordinaires et 5579 mètres de chemins ruraux reconnus. Le cantonnier ou agent-voyer du village perpétue aussi un mode d'entretien collectif des chemins, avec les appels aux travaux des jeunes gens au printemps et en automne. Une organisation similaire se maintient pour l'entretien des biefs et cheminements d'eau communs, en particulier le curage des mères-royes vers les hières ou parcelles de prairies. Les écarts habités sont par contre desservis officiellement, ainsi en 1886, la maison forestière de 4 habitants, la scierie de la Chouette de 2 habitants, les deux maisons de la Maix avec 8 habitants, la scierie de la Maix de 3 habitants, la scierie du Ménombre de 2 habitants, et en aval de la vallée, la scierie de la Haute Creuse de 2 habitants, ces maisons représentent de véritables exploitations agricoles, tenues parfois par un sagard ou sa famille, cultivateur à mi-temps.
Jusqu'en 1885, la plupart des jeunes filles et femmes ouvrières de Vexaincourt remontent la vallée pour aller à l'atelier Cartier-Bresson de Luvigny, où les écheveautoirs fonctionnent à bras, faute de force motrice. Profitant de l'acquisition auprès des consorts Letisserant/Letixerant d'une modeste fabrique de brosse, munie d'une prise de force motrice, sur le chemin de la Maix près du ruisseau homonyme, un atelier de dévidage et d'écheveautage est installé à Vexaincourt. La force motrice est améliorée à 30 chevaux vapeurs au cours des travaux d'aménagement en 1884 et 1885, l'atelier dont les productions alimentent l'atelier de Luvigny ouvre au cours de l'été 1885. Mais l'administration forestière, les sagards des scieries en aval, se rebiffent, prise au dépourvu par l'effet de l'installation sur le régime des eaux du ruisseau de la Maix. Ennuis et désagréments de contrôle judiciaire perturbent le fonctionnement de l'atelier qui ferme au cours de l'été 1889, privé de droits d'eau. L'essentiel du matériel est ramené à Celles, Luvigny accueille les ouvrières les plus chevronnées et récupère le reste du matériel.

#### Affaire de Vexaincourt
Le samedi 24 septembre 1887, à 11 h 20, un incident tournant au drame frontalier commence lors d'une fin de partie de chasse, elle est nommée affaire de Vexaincourt d'après le lieu du crime au niveau communal, près de la passe d'Asson sous la montagne de "La Corbeille", d'où l'on aperçoit le fond de la vallée, avec le village de Raon-sur-Plaine et celui décalé  de Raon-Les-Leau, ou à défaut affaire de Raon par allusion à l'amont du canton de Raon-L'Etape où se joue l'ensemble de la scène. Cet événement se produit dans un contexte franco-allemand tendu après l'Affaire Schnæbelé.
Le jeune soldat allemand Richard Kauffmann, détaché de sa garnison du 8e bataillon de chasseurs à pied de Saverne pour être préposé à la fonction de garde-chasse pour l'autorité forestière allemande, s'embusque dans une jeune plantation d'épicéas de cinquante centimètres de hauteur près d'une clairière frontalière après avoir entendu des sons de cor. L'autre soldat Linhoff qui l'accompagne a gravi un monticule forestier qui domine la clairière, pour avertir le tireur et le couvrir. Kauffmann tire à trois reprises sans sommation entre 80 et 90 mètres de distance sur un groupe de chasseurs français, rentrant paisiblement fusil en bandoulière de leur dernière battue pour aller rejoindre l'endroit prévu de leur collation.

L'adjoint de chasse, modeste commis de brasserie de 39 ans, Jean-Baptiste Brignon est mortellement touché au bassin, le jeune sous-lieutenant Henri de Wangen invité, mais en tenue civile, par l'adjudicataire Lebègue, est blessé grièvement à la jambe lors de l'embuscade. Des témoins rapportent moins de deux heures après l'embuscade, l'arrivée triomphale du soldat qui peut s'asseoir à la tablée des forestiers d'une auberge du Bas Donon, proférant « deux (braconniers) de moins ». Mais le plus étonnant est la promotion rapportée la Gazette de l'Allemagne du Nord, après une courte mise aux arrêts de façade, au grade de tireur de première classe, obtenant un exceptionnel congé de quatre semaines pour bon service.
Le samedi à 6 heures du matin, au centre du village de Luvigny, un groupe de chasseurs se constitue autour de Monsieur Valentin, maître de chasse expérimenté et propriétaire habitant Luvigny, et Monsieur Aimé Lebègue, commanditaire de ladite chasse, ancien directeur de la Banque de France à Nancy, administrateur délégué du Crédit nancéien, adjudicataire de droit de chasse dans la forêt des Bois Sauvages, en villégiature à Glacimont. Les deux organisateurs se sont entendus pour inviter Monsieur Henri de Wangen, 27 ans, sous-officier sorti de l'école de Saumur, qui attend sa promotion de sous-lieutenant au 12e régiment de dragons, dont quelques parents, sa mère la baronne Wangen de Geroldseck, sa sœur et son frère Charles, avocat à Nancy, sont en villégiature cette semaine à Luvigny, et le chasseur expérimenté Joseph Simon, brasseur et maire de Raon-lès-Leau qui a décliné l'offre au profit de son cousin germain par alliance, Jean-Baptiste Brignon, ouvrier brasseur de 39 ans habitant Raon-lès-Leau. Monsieur Valentin a choisi d'autres chasseurs, Monsieur Arnould, adjudant en retraite habitant Raon-sur-Plaine, Monsieur Chanal, entrepreneur de maçonnerie à Vexaincourt et Auguste Demengeon, l'instituteur de Luvigny, tireurs remarquables de la société de tir du Val d'Allarmont, chargés de l'organisation de la battue avec sept traqueurs qui ont amené des chiens du pays, qui n'aboient pas pour un rien. L'instituteur et l'entrepreneur doivent aussi organiser le bivouac avant midi avec un porteur.
Après quatre traques infructueuses, sans aucun coup de fusil, le maître de chasse se résigne à rejoindre le lieu du repos au fond de la Corbeille, un campement déjà préparé par d'autres chasseurs invités, où doivent se présenter avant midi quelques parents, dames, épouses, frère ou sœur. Une file indienne de chasseurs bredouille, fusils en bandoulière, canne à la main, se forme à La Hazelle, sur l'ancienne chaume et rejoignent le sentier de ligne, pour se diriger vers le fond de la Corbeille par le col d'Asson. L'ordre à mi-distance de l'arrêt de midi est le suivant : Lebègue, Valentin, Arnould, Wangen, Brignon, et les deux traqueurs, Ernest Mathieu et Louis Receveur. Après dix minutes de descente discrète sur ce "pays de la ligne (frontalière)" étendu sur 400 mètres de largeur, la file passe près d'une large parcelle coupée à blanc étoc, c'est-à-dire complètement dégagée, côté allemand qui donne sur la chaume du Haut Rain. L'espace ouvert près de la ligne frontière peut atteindre 700 à 800 mètres par endroit. Monsieur Lebègue en tête de groupe à mi-côte peut observer à 2 km à vol d'oiseau la maison de Glacimont qui l'héberge et même percevoir dans le silence de la forêt les aboiements de son fidèle chien d'arrêt impatient, resté à demeure, prenant à témoin le groupe. Il semble évident que leur déplacement tantôt à 3 ou 4 mètres, tantôt à 7 ou 8 mètres de la frontière côté français, ait été reconnu à ce moment. Les hommes continuent de descendre lentement. La descente est plus raide et le talus est en contrebas côté allemand élève le côté français et le chemin d'environ 2 mètres. Ils entrent dans la forêt domaniale tout en suivant un chemin à l'orée d'un bois, parviennent à 400 mètres du point prévu pour le déjeuner, avant le grand coude vers le chemin de la scierie de la Mex, lorsqu'un coup de feu sourd retentit, parti de la clairière devant eux, voisinant une jeune plantation d'épicéas. Il retentit sans aucune sommation, ni avertissement quelconque et une balle siffle au-dessus des têtes. Après quinze à vingt secondes, un second coup retentit, alors que résonne le cor de l'instituteur Demangeon, qui a entendu les coups de feu au bivouac, les cris des blessés et s'inquiète avec Chanal et les premières personnes présentes. Après le même délai automatique, un troisième coup. Malheureusement, la deuxième balle a fait mouche dans le corps du dernier chasseur de la file, Brignon qui s'affale, face contre terre, l'artère fémorale coupée, la balle a perforé l'aine droite et fracturé l'os du bassin avant de ressortir par la fesse droite en sectionnant les artères. Brignon hébété, songeur sur cette partie de chasse si tranquille, s'écrie en bredouillant "Ah les cochons, ils m'ont tué" et rampe dans une mare de son sang. La troisième balle moins précise fait culbuter l'avant dernier de la file de chasseurs, l'officier de Wangen, touché à trois centimètres en haut du genou, la balle perforant sa culotte de chasse en toile marron à 1,5 cm de la rotule, causant un trou conique de 9 cm, qui s'écrie "Ah, les misérables !". Le groupe de chasseurs s'est dispersé vers le bois au sud de la frontière, les chasseurs valides d'un côté qui tentent de rejoindre les blessés, les traqueurs sont loin. Lebègue, terrorisé et interdit, s'est affalé derrière un grand sapin après une petite course vers la forêt. Il regarde impuissant les blessés, Brignon en se roulant, Wangen en se trainant, qui l'ont suivi gémir à quelques mètres de lui, ils crient ensemble qu'on va les achever. Le trou d'entrée dans la jambe du jeune Henri de Wangen est de l'ordre de 1 à 1,5 cm de diamètre, il est de 9 cm à la sortie, l'os n'est pas atteint mais on ne sait pas encore.
Valentin, comme plus tard la sœur infirmière qui a gardé l'expérience des soins aux blessés de 1870, conclut devant les plaies affreuses, que c'est bien une arme de guerre, un fusil automatique qui a tiré sur eux, pratiquement devant l'axe où il circulait. Pris de pitié, Lebègue immobile reste tenir compagnie aux blessés. Il tend son mouchoir au jeune lieutenant et l'aide à s'adosser à un arbre en sécurité. Il déshabille péniblement les blessés. Mais déjà, les hommes valides dirigé par Valentin ont sécurisé le lieu de refuge après l'agression, confectionné une civière pour Brignon et préparé un portage d'homme pour Wangen. On bande sommairement et transporte les blessés près du feu de camp. Demangeon est revenu avec la certitude que les deux tireurs embusqués à quarante mètres du poteau frontière ont décampé vers l'amont à couvert. Lebègue, ragaillardi, dévale aussitôt vers Vexaincourt pour chercher du secours à 7 km. Chemin faisant, il rencontre quelques dames apportant les dernières victuailles du déjeuner et annonce les affreuses nouvelles, notamment à Madame de Wangen catastrophée, la blessure de son fils. Plus bas, il hèle au passage un habitant pour lui dire d'aller avertir la bonne sœur infirmière de Luvigny, en lui griffonnant un billet d'écriture. Arrivé à 13 heures, au village, il cherche en vain, essoufflé, une calèche. Toutes les voitures sont parties au marché de Raon-L'Etape. Le maire, alerté, lui indique deux voitures disponibles, une pour aller quérir l'infirmière à Luvigny, une pour remonter au point de ralliement chercher les blessés. Alors qu'il envoie les dépêches télégraphiques au médecin Wendling de Raon-l'Etape, au procureur de la République Tissot et au sous-préfet de Saint-Dié Nano, Lebègue constate que le maire et son brigadier sont partis inquiets sur le lieu du sinistre attentat, avec les premières consignes des autorités françaises. Il remonte, la conscience apaisée, le chemin et retrouve à la scierie de la Mex sous le lac le cortège autour des blessés. Sœur Camille de la doctrine chrétienne, aussitôt prévenue, a gagné le lieu d'accident par les chemins de montagne, elle pose le second pansement sur les blessures d'armes de guerre, avouant à demi-mot que le cas Brignon est désespéré, son bassin et sa colonne vertébrale brisée. Lebègue observe que le trou de sortie de la balle, tuméfié sur la jambe du jeune officier De Wangen dépasse un diamètre de 15 cm. La mare de sang, à proximité du sentier, en territoire français est vite repérée par le maire et son brigadier. Ils la recouvrent de mousses pour la préserver.
Monsieur de Wangen est conduit à Luvigny à 2 h de l'après-midi auprès du docteur raonnais Wingdlin. Monsieur Brignon, le plus souvent hurlant de douleur, est reconduit dans son village, il meurt à cinquante mètres de son domicile à 4 h de l'après-midi, après avoir reçu les derniers sacrements à Luvigny par le curé d'Hennezel, sans descendre de calèche ou de sa civière.
Recevant les dernières consignes des autorités de l'arrondissement, Valentin et Lebègue, responsables de chasse, inspectent les lieux du drame où se trouve la mare de sang, à 7 mètres de la frontière côté français et à 30 mètres de la borne 127. Les deux arbres entre lesquels se trouvait la file sont marqués. Les indices sont de plus protégés par une bâche. Le juge de paix de Raon-L'Etape, Adolphe Stevenel, conduit le dimanche juste après minuit le premier interrogatoire de l'enquête, auprès du blessé Henri de Wangen lucide et éveillé. Lucien Sadoul, procureur général près de la cour d'appel de Nancy, est déjà connu pour avoir instruit l'agression du commissaire spécial de Pagny, Schnaebelé et documenté la fugue en Alsace du fils Schnaebelé, jeune révolté de 17 ans, le voilà sur place le dimanche 25 septembre menant l'enquête, restant 48 h, affirme certains journaux, sur le lieu protégé de l'attentat au voisinage de la borne 2127. Lucien Sadoul, qui a averti les autorités allemandes de son enquête extraordinaire, examine le lieu de l'attentat à 2 h de l'après-midi, en compagnie de l'instituteur Demangeon, de trois chasseurs témoins de la file. Sont présents un peloton de gendarmes, le brigadier forestier de Vexaincourt, Monsieur Pierrat et le garde forestier Pernot de Luvigny. Les témoins déposent en présence de monsieur Stainville, juge suppléant de Saint-Dié faisant fonction de juge d'instruction.
Dimanche soir, trois fonctionnaires allemands se présentent sur le lieu du crime, le commissaire de police de Schirmeck, le garde-général et le garde-forestier du Donon. Monsieur Sadoul, assisté de Messieurs Haxo, Paul de Tissot, Henri Stainville, Lebègue montre le scène et demande une enquête contradictoire au parquet de Colmar. Le commissaire allemand de Schirmeck, à l'esprit coopératif, écoute, reconnaît les faits et le renseigne sur l'identité connue de l'auteur du coup de feu, de son immaturité, de sa fougue de soldat et de son inexpérience des affaires de braconnage. Mais la délégation propose le terme d'accident regrettable ou supposé, car le soldat interrogé a juré avoir crié trois fois halte, avant de tirer sur des braconniers armés franchissant la frontière. Le procureur Lucien Sadoul constate que les premiers éléments saillants de l'enquête ne concordent point avec cette version fallacieuse et entrevoit un délit de fuite, car les deux soldats non accompagnés ne se sont point présentés, comme le fait d'ordinaire ou de coutume un garde-chasse ou un garde-forestier respectable. L'acte correspond à un assassinat commis avec préméditation, comme semblent le confirmer les quelque trente témoins pressentis et en cours d'interrogatoire. D'autre part, il semble que l'attitude particulièrement vindicative du sous-inspecteur des forêts de Schirmeck, Herr Sachs, puisse expliquer les agissements des jeunes soldats placés sous son autorité.
L'émotion est grande lors de la veillée funèbre le dimanche 25 septembre à Raon-sur-Plaine et à Raon-Lès-Leau, et le matin du lundi 26 septembre, elle gagne toute la Lorraine alors que le corps de l'infortuné Jean-Baptiste Brignon est conduit à sa dernière demeure au cimetière de Raon-Lès-Leaux. Lundi, une foule bigarrée et curieuse commence à envahir Vexaincourt, des reporters de la presse font irruption là où Lucien Sadoul poursuit avec persévérance ses investigations. Monsieur de Stainville interroge trente autres témoins.
Monsieur Émile Flourens, ministre des affaires étrangères et Herbert von Bismarck minimisent de concert d'abord l'incident en méprise regrettable. Le 26 septembre, selon un article fantaisiste du jour qui suit, largement diffusé dans la presse française, le procureur allemand demande à accéder à l'endroit de l'enquête qui fait grand bruit en Alsace, le procureur Lucien Sadoul invite son homologue allemand qui écoute et observe engoncé mais ne dit mot et s'en va. Le 27 septembre, le préfet des Vosges, Elie Gentil et le sous-préfet de l'arrondissement, Christian Nano, rendent visite aux parents des victimes de l'agression, à Luvigny et à Raon-Lès-Leau où ils reviennent auditionner plus longuement la veuve et ses quatre enfants, désormais sans revenus puisque Jean-Baptiste ne gagnait qu'entre 84 et 100 F à la brasserie par mois pour nourrir sa famille. Ému par ce drame et la détresse de la famille, le sous-préfet Nano remet 100 F à la veuve et aux quatre fillettes, le préfet de Vosges, Gentil promet de demander un subside exceptionnel de 500 F. En fin de matinée, ils prennent connaissance du laborieux travail du procureur de Nancy à Vexaincourt. Le 28 septembre, le retentissement de l'affaire débute à l'échelle nationale, alors que le rapport détaillé de Lucien Sadoul envoyé la veille va parvenir aux ministres. Le procureur Sadoul est demeuré dans la vallée de Celles, pour informer diverses autorités officielles qui défilent, il prévoit de passer la fin de semaine chez ses parents à Raon-L'Etape.
L'incident diplomatique se clôt le 30 septembre par le paiement de 50 000 marks à sa veuve et ses quatre enfants, avec des excuses officielles de l'Empereur d'Allemagne, le Kaiser Wilhelm II. Le 30 septembre, Monsieur Lebègue, monté à Paris pour narrer l'affaire dramatique aux journalistes du Figaro, est reçu de trois heures à trois heures trente de l'après-midi afin d'en parler de vive voix au ministre Flourens.
Samedi 8 octobre, quinze jours après l'agression de Kauffmann, circule déjà la rumeur d'une nomination-récompense de Lucien Sadoul au poste de procureur au parquet de Paris. Le procureur reçoit simplement la croix d'officier de la légion d'honneur en récompense de ses services et continue sa carrière de magistrat à Nancy, devenant par décret du président, premier président de la cour d'appel le 5 janvier 1993. À noter que la contre-enquête allemande, pointilleuse à l'excès, convoquant quelques témoins clefs à Schirmeck, interrogeant encore plus d'habitants des villages frontaliers que l'équipe du procureur Sadoul, s'est étonnamment éternisée, le dossier judiciaire à la cour de Colmar n'étant nullement bouclé début décembre.
Presque à l'extrémité du territoire communal de Vexaincourt, il reste la croix Brignon, petite croix de pierre, marquée "J B Brignon 24 septembre 1887" sur un large soubassement en grès érigé le 24 septembre 1888 à l'endroit où l'homme est tombé après avoir reçu la blessure létale, un petit monument à valeur toponymique qui semble avoir effacé progressivement toutes les autres appellations aux alentours.

#### Une commune dans une vallée touristique au tournant duXXesiècle
En 1889, il n'y a plus que 442 habitants à Vexaincourt. Les professions les plus représentées sont cultivateurs (plus de manouvriers que de laboureurs), bûcherons (simple manœuvres bien plus fréquent qu'entrepreneur), schlitteurs, voituriers de tronces, sagards (maître et ouvriers)...
À la Belle Époque, la vallée de la Plaine, ses sommets et ses vallons attirent les photographes avec leurs équipements portatifs de plus en plus léger. Victor Franck, spécialiste des clichés extérieurs en noir et blanc, qui suit en professionnel les progrès de la phototypie, parcourt, tel un jeune vagabond de l'image, les lieux et sentiers de la montagne. Julien Gérardin, notaire nancéïen et photographe amateur, en résidence, capte autour de 1900 sur ces compositions autochromes la lumière de la haute vallée.
Alban Fournier, rédacteur de l'ouvrage touristique Les Vosges du Donon au Ballon d'Alsace illustré par les techniques photographiques les plus avancées en 1901, avec le photographe de terrain, Victor Franck et l'imprimeur Louis Geisler, s'étonne de la dépendance religieuse, il précise ecclésiastique, de l'église de Vexaincourt, alors que la commune est et a été au siècle passé plus importante et le village plus ample que Luvigny. Ce constat plonge l'universitaire au style léger dans un abîme de réflexions et de perplexité.
Vendredi 29 août 1903, la colonie de vacances de trente garçons de Nancy, installés chez une quinzaine de famille de Celles-sur-Plaine, effectue une sortie mémorable vers le lac de la Maix et le col de Prayé. Après une traversée d'Allarmont et Vexaincourt en voiture, le lac de la Maix est atteint à pied, en suivant l'instituteur de Vexaincourt et son fils. L'observation des carpes aiguise l'appétit des jeunes randonneurs, qui déjeunent près du lac ensoleillé. puis la randonnée reprend vers la maison forestière du Prayé. Le retour en soirée permet de se rafraichir en salle de classe, alors que M. Chanal, inspecteur primaire à Nancy, fait découvrir la salle de son ancienne école et présente le val d'Allarmont de son enfance. De l'avis des instituteurs moniteurs, les petits colons ont bien profité de ce séjour vosgien de 29 jours qui se clôt le 2 septembre avec l'arrivée en gare à Nancy.
Si l'ancienne procession de la Maix, demandant à la Vierge noire forestière d'assurer les bonnes récoltes et d'intercéder contre les pluies continuelles, les désastreuses inondations ou les sécheresses, est encore orchestré et contrôlé pour quelques années par le curé de Luvigny et son vicaire de Vexaincourt, l'émancipation définitive de la paroisse de Vexaincourt fait surgir immanquablement une longue querelle de clocher pour la maîtrise de ce vieux pèlerinage.

#### Guerre de1914-1918
Vexaincourt a connu de terribles violences, causées par les représailles de l'unité badoise, ayant perdu un officier par un tir près de l'église, dès le début de la guerre le 23 août 1914. Les soldats venant de Luvigny par la route font irruption dans le village. Excités par des tirs au long de leur bref parcours, ils se mettent à fouiller les maisons, découvrant inopinément un fusil Lebel à la mairie-école. Furieux, les soldats brisent l'arme en le frappant contre l'auge d'une fontaine. Quelques coups de fusil éclatent près de l'église. Les habitants réfugiés à leur domicile, le plus souvent à la cave ou dans un réduit au fond du jardin, ignorent qu'un officier est à terre, mais ils constatent qu'une folie furieuse s'empare de la troupe occupante. Les soldats prennent le premier homme sous la main, le brave menuisier Joseph Mathieu, infirme de son bras, âgé de 41 ans qui a son atelier au milieu du village toujours ouvert. Ils arrêtent le maire Sayer venu parlementer.
Vers quatorze heures, un groupe d'officiers s'installe autour d'une table, interroge les hommes capturés, exhibant hargneusement les restes du fusil Lebel. Ils formule une sentence comprise, le village doit être brûlé en représailles, et les deux misérables captifs exécutés. Pendant ce temps, Charles Batelot, 59 ans, qui n'avait cure de cette agitation, était parti battre du seigle comme prévu, chez son voisin. pris avec son fléau, il gesticule, crie et se défend comme un beau diable. Les Allemands relâchent immédiatement le placide menuisier Mathieu, et saisissent l'expiateur idéal en Batelot. Les officiers regroupent des femmes maîtresses de maison, et choisissent parmi elles trois, Mme Paul Absalon, Madame Valentin et Madame Cuny.
Ainsi, des innocents, le maire Joseph Sayer après 10 ans de fonctions électives et le batteur en grange, Charles Batelot pris par hasard, sont fusillés devant trois dames effrayées de la commune, prises comme témoins de l'exécution, derrière la scierie Colin près de la gare. Le centre et l'axe principal du village sont incendiés, soixante-six feux allumés par les soldats à la torche durant la nuit du 23 au 24 août 1914, 65 maisons sur 105 maisons disparaissent sur la commune, il ne reste épargné du feu le plus souvent que les ailes du village, dont l'aile méridionale plus conséquente ou des maisons éparses. Madame Marianne Halwick succombe dans l'incendie de sa maison, Mesdemoiselles Hélène Nouvé et Marie-Anne Faltrauer sont aussi victimes de la folie incendiaire, la première horriblement mutilée par le feu, la seconde écrasée sous les décombres de sa maison. L'école-mairie, avec les registres de délibérations du XIXe siècle et maintes archives anciennes, est détruite, tout comme l'école de filles qui la domine. Le village reste la guerre durant un monceau de ruines. Il n'a été reconstruit qu'à partir de 1920.
Les combats d'août et de septembre 1914 ont fait choir le clocher à hauteur du toit de l'église. À partir de mai 1917, un camp de travail accueille à proximité du village des prisonniers russes.
Le curé Birckel, en charge de toute la haute vallée de la Plaine occupée, peut organiser une première communion à Vexaincourt et Allarmont le 22 décembre 1916.
Lors de la visite émouvante des anciennes zones occupées et libérées en novembre 1918, visite officielle entreprise début décembre par le député Constant Verlot et les autorités préfectorales, à savoir le préfet des Vosges et le sous-préfet de Saint-Dié, l'adjoint Valentin, faisant fonction de maire depuis l'exécution de Joseph Sayer, montre un village quasi désert avec les 66 maisons incendiés à la torche en l'état non reconstruites.

#### Entre-deux-guerres
La commune a été décorée de la croix de guerre 1914-1918 le 24 octobre 1920.
La gare de Vexaincourt sur la ligne de chemin de fer de la vallée de Celles à Raon-sur-Plaine joue un rôle dans le redressement économique rapide de l'après-guerre, à commencer par le transport des matériaux de construction et l'exportation des bois. Le bureau des postes et télégraphes est à Allarmont.
Le 22 octobre 1921, Jean-Baptiste Paris, bûcheron à Vexaincourt, s'avise de nettoyer un fusil allemand qu'il a récupéré en 1918, de manière non déclaré et illégale. Le fusil paraît neuf et il sort l'essayer, quand survient sur le chemin des gendarmes qui confisque l'arme de guerre et lui laisse un procès-verbal. La rencontre était fortuite, car la présence militaire devenait rare. Ainsi par un grand nombre cumulé de découvertes, des corps, équipements et casques, armes, munitions de divers calibres, comme des douilles non percutées, des mines ou des obus encore chargés, ont été collectés, ont fait l'objet de trafic ou de récupération pendant plusieurs décennies, plus tard causant parfois des accidents mortels ou entrainant des mésusages meurtriers, dans la vallée de la Plaine.
Le fait de garder une arme n'est pas anodin. L'insécurité progresse dans cet après-guerre incertain, la paix ramène son lot d'errants et de voleurs. Quelques jours plus tard, Athanase Demange, 44 ans, tailleur de pierre à Vexaincourt, s'est fait fracturé sa caisse à outils sur le chantier de Monsieur Edouard Walter à Celles. Le vol est estimé à 60 F.
Une suite d'automobiles officielles se range près du cimetière en soirée du dimanche 23 octobre 1921. Une petite délégation, constituée du préfet des Vosges André Magre, du député Constant Verlot, du sous-préfet de Saint-Dié Golliard et du conseiller Charles Sadoul après le banquet arrosé d'Allarmont, en sort pour fleurir la tombe du maire Seyer, fusillé par les Badois en août 1914 et l'honorer symboliquement de sa légion d'honneur posthume. Avant de quitter la commune à la brune, le préfet tient à rendre visite à Madame veuve Seyer et lui renouveler les condoléances du gouvernement de la République.
Les habitations ont été reconstruites par une coopérative de reconstruction de 1922 à 1927 dans un style qui reprend les caractéristiques de l'habitat traditionnel. Les édifices publics et l'église terminée en 1929 ont été dessinés par l'architecte Paul Drouin, superviseur des travaux de 1920 à 1925, dans un style propre au début du XXe siècle. La mairie et les écoles, construite en bloc, sont installées approximativement au même emplacement. La voirie a été régularisée.
Au cours de l'année 1927, les habitants remarquent sur un talus près d'une clairière arbustive, à l'abri d'un sous-bois de chênes et de hêtres, entre Vexaincourt et Allarmont de multiples excroissances à six lamelles à la fois roses et rougeâtres, une sorte de champignon d'aspect curieux et d'odeur nauséabonde. Renseignement est pris auprès de spécialistes en botanique et mycologie, qui identifient une phallacée originaire d'Afrique australe ou d'Australie, l'anthurus anserorformis, déjà observée à Badonviller l'année précédente. La Grande Guerre a amené une mutation de la flore, notamment mycologique, qui, après quatre années d'adaptation, ne s'est nullement cantonnée aux lignes d'approvisionnement des troupes et des bêtes de sommes.
Dimanche 25 janvier 1931, par une journée hivernale incertaine alliant tantôt éclaircies, pluies douces ou violentes, neige fondue et rafales de vent, est inaugurée à la fois la nouvelle église sur les ruines de l'ancienne, et le monument aux morts voisin. Le village s'est préparé depuis des jours : tous ses maisons propres et récurées sont pavoisées, alors que les villas estivales restent closes, et les chalets inoccupés, et sur les hauts enneigés soumis à d'autres frimas, les refuges fermés. Un arc de triomphe couvert de verdure, notamment d'assemblages de couronnes de sapin, dévoile à l'entrée du village le message en grosses lettres : "Soyez les bienvenus". La rue principale se pare d'une double haie de sapin, avec des guirlandes de papier et des oriflammes colorées en hauteur. En son milieu trône une gigantesque croix de guerre en bois, œuvre du charron Jean Martin. Tôt le matin, le village paraissait endormi, mais après 8 h, une foule d'amis, de parents et d'enfants, parfois venus de loin en voiture, commence à affluer. Dès 9 heures, les enfants occupent la place des écoles, bientôt rejoints par les conseillers, les fonctionnaires, les pompiers et gendarmes qui gagnent la mairie. Une délégation d'anciens combattants et de médaillés, porteuses de divers drapeaux et de gerbes arrive de Raon-L'Etape : ce sont des anciens combattants de l'artillerie, des tanks et du train des équipages, renforcé par la clique des sports raonnais. La voiture du député de Saint-Dié, Constant Verlot s'arrête à 9h30 devant la mairie sobrement décorée de verdure et de drapeaux. Le maire de Vexaincourt, E. Boubeul, accueille la délégation d'élus et de responsables invités à un vin d'honneur, dans la grande salle de la mairie, claire et coquette, sous le portrait du maréchal Joffre en grande tenue, et la grande liste des enfants de la commune morts pour la France, soit sur le champ de bataille, soit fusillés sur place le 23 août 1914. Le maire Boubeul et son adjoint Gobin boivent à la santé des hôtes. Constant Verlot remet à Louis Blaise, apiculteur émérite, les insignes de chevalier du mérite agricole. À 10 h, le cortège se forme devant les écoles. Placées en tête, les trompettes du Sport raonnais et les drapeaux des sociétés, puis la subdivision locale des sapeurs-pompiers aux ordres du lieutenant Sayer, les enfants des écoles dirigés par l'instituteur Julet et l'institutrice Melle Jérôme, enfin les autorités, le conseil municipal, les anciens combattants et la foule nombreuse, constituent le défilé qui parvient sur le terre-plein devant l'église, conçue par les architectes Ogé et Gilbert, et réalisée par l'entrepreneur Aimé Goumy et le maître d'œuvre Vergnes. L'annonce de l'automobile de sa grandeur monseigneur Marmottin suscite l'émoi, les membres du cortège forme une double haie d'honneur, alors que le clergé part à sa rencontre. Sur le terre-plein humide et venté, le maire accueille Sa Grandeur avec respect et déférence. Il entame une allocution portant sur les heures tragiques de l'invasion badoise, les longues années d'occupation allemande, pour conclure par des vœux de paix, "le clocher ne devra pas sonner l'appel aux armes". Monseigneur remercie avec érudition et adhère aux paroles et vœux du maire. Il commence à bénir l'extérieur de l'édifice, ouvre la porte du sanctuaire éclairé par les lueurs du jour transmises par les vitraux du Maître-verrier Joseph Benoît pénètre dans une nef décorée de guirlandes monumentales et tapissées sur ces bords de verdure, de guirlandes et de drapeaux, une croix de verdure s'élançant au milieu de l'église. La foule des fidèles trempés le suit, et en quelques minutes, l'église est pleine. Les journalistes accrédités sont montés à la tribune flambant neuve, rejoignant le chœur des jeunes filles de la paroisse, sous la conduite de l'organiste Madame Poirson et d'un orchestre d'appoint réduit à un trio musical venu de Raon-L'Etape, Lino Lenuzza, André et Roger Roussel. Le chanoine Dieudonné officie. L'abbé Simonin, curé de Vexaincourt et d'Allarmont, prononce une allocution sur sa mission pastorale. Monseigneur répond, monte en chaire et prononce un long sermon. À l'issue du service divin, le clergé part vers le monument aux morts tout proche, montrant un poilu de bronze avec son fusil et un drapeau, de fière allure tout en étant campé dans une forêt de baïonnettes. Mgr Marmottin le bénit, écoute avec attention, et le compliment du jeune écolier Robert Pavoz, et le poème de l'élève Jean Thomas sur les héros tombés au champ d'honneur. Le maire Boubeul reprend la conduite de cérémonie républicaine, il honore les morts dans un vibrant hommage patriotique. Ensuite se place l'émouvant appel des morts. L'allocution du président des Anciens combattants Jules Blaise laisse la place à l'éloquence du député Verlot, promettant une devise salvatrice pour la République "Union, Force, travail". Le sous-préfet de l'arrondissement, J. Schmitt, salue la mémoire de l'ancien maire Joseph Sayer, fusillé, et le courage des habitants demeurés sur place. Le discours d'hommage du pays par le haut-fonctionnaire se conclut par une devise légèrement différente, mais compatible : "Union, concorde et esprit de paix". La pluie devient une franche averse, lorsque le président de la section des médaillés militaires de Raon-L'Etape-La Neuveville, Adrien Renaux, remet leurs insignes à Jean-Baptiste Gérard, Emile Blosse, Aimé Chancel, Henri Boura et enfin à un proche de feu Nicolas Mathieu, soldat de Vexaincourt disparu près de Lorette en février 1915, une médaille militaire posthume. À midi, les invités frigorifiés rejoignent le banquet aux salons de l'hôtel Boubeul.
Le dimanche 6 avril 1936 est orchestrée en accord avec les maires favorables de la vallée de Celles une tournée préparatoire du candidat de la droite républicaine aux élections législatives. Pierre Rossillion, lequel s'inscrit dans la lignée de Raymond Poincaré, tout en conciliant suivant l'esprit du temps populisme et Pacifisme européen, affiche une opposition autant aux bolcheviks qu'aux radicaux et partisans du Front populaire. Accompagné de personnalités locales, en particulier le docteur Maringer, le jeune candidat, soucieux de paraître simple et abordable, rejoint des réunions organisées pour engranger un soutien unanime à l'échelon cantonal, d'autant plus brèves que la commune est dépeuplée, d'abord à 11 h à Raon-sur-Plaine, puis après un bon repas, gagne à 17 h Luvigny, à 18 h Vexaincourt, à 19 h 30 Allarmont et participe à une cérémonie d'apothéose à 20 h 45 à Celles. Les élus républicains et surtout une majorité d'électeurs du Val d'Allarmont se sentent minorés ou oubliés depuis l'après-guerre par le monde politique. En particulier, le député Paul Elbel, décrit en homme de parlotte à Celles, n'aurait pas daigné leur rendre visite malgré ses promesses de campagne en 1933. Certains électeurs regrettent l'ancien député Verlot, auréolé depuis sa mort d'une couronne de justice et de bonté populaire à Luvigny. Le maire de Vexaincourt, Absalon, assisté de Jules Blaise et M. Valentin, a méticuleusement rempli une salle vibrante et accueillante, mais l'exposition du programme reçoit dans un léger trouble deux avis divergents d'électeurs, aussi vite qualifiés d'étrangers par leurs installations récentes au village dortoir que rabroués. Il s'agit, selon l'article de presse, d'un habitant ouvrier affichant son soutien au front populaire et d'un poète en chapeau.
En 1939, la commune n'a plus que 268 habitants, moitié moins qu'en 1839 ; il ne compte plus que 78 électeurs masculins. Les 90 ménages qui occupent 93 maisons montrent déjà la réalité de maisons de villégiatures dans un village desservi par un efficace réseau routier et ferroviaire, puisque quelques familles modestes, d'ouvriers agricoles et de bûcherons, n'occupent que des logements de grandes maisonnées. Les seuls hameaux, ou plutôt écarts, encore habités sont La Haute Creuse en bout de finage en aval de la vallée et La Chouette qui, desservi au-dessus des champs par un chemin forestier, surplombe à l'amont, la route du Donon.
Alors que les huit dixièmes du territoire communal ne sont que bois ou forêts domaniales, le journaliste Léon Monnier relève encore l'importance relative de la production agricole, ainsi que les trois scieries modernes en activité. Il fait l'inventaire des services offerts : trois aubergistes, deux boulangers, un boucher, un cordonnier, deux couturières, trois épiciers, un hôtel-restaurant, un maçon, deux maréchaux-ferrants, deux merciers, deux peintres.

## Population et société

### Démographie

#### Évolution démographique
L'évolution du nombre d'habitants est connue à travers les recensements de la population effectués dans la commune depuis 1793. Pour les communes de moins de 10 000 habitants, une enquête de recensement portant sur toute la population est réalisée tous les cinq ans, les populations de référence des années intermédiaires étant quant à elles estimées par interpolation ou extrapolation. Pour la commune, le premier recensement exhaustif entrant dans le cadre du nouveau dispositif a été réalisé en 2006.

En 2022, la commune comptait 147 habitants, en évolution de −8,7 % par rapport à 2016 (Vosges : −2,96 %, France hors Mayotte : +2,11 %).
| 1793 | 1800 | 1806 | 1821 | 1831 | 1836 | 1841 | 1846 | 1856 |
| ---- | ---- | ---- | ---- | ---- | ---- | ---- | ---- | ---- |
| 358  | 395  | 423  | 427  | 552  | 548  | 547  | 560  | 486  |

| 1861 | 1866 | 1876 | 1881 | 1886 | 1891 | 1896 | 1901 | 1906 |
| ---- | ---- | ---- | ---- | ---- | ---- | ---- | ---- | ---- |
| 511  | 510  | 570  | 480  | 442  | 402  | 413  | 411  | 433  |

| 1911 | 1921 | 1926 | 1931 | 1936 | 1946 | 1954 | 1962 | 1968 |
| ---- | ---- | ---- | ---- | ---- | ---- | ---- | ---- | ---- |
| 423  | 272  | 293  | 280  | 262  | 239  | 210  | 196  | 189  |

| 1975 | 1982 | 1990 | 1999 | 2006 | 2011 | 2016 | 2021 | 2022 |
| ---- | ---- | ---- | ---- | ---- | ---- | ---- | ---- | ---- |
| 199  | 184  | 165  | 169  | 208  | 183  | 161  | 147  | 147  |

### Enseignement
Établissements d'enseignements :
- Écoles maternelles et primaires à Allarmont, Moussey, Le Saulcy, Grandfontaine, Celles-sur-Plaine, Belval.
- Collèges à La Broque, Senones, Schirmeck.
- Lycées à Schirmeck, Urmatt, Raon-l'Étape, Saint-Dié-des-Vosges.

### Santé
Professionnels et établissements de santé : 
- Médecins à Celles-sur-Plaine, Badonviller, La Petite-Raon, Senones, Schirmeck.
- Pharmacies à Celles-sur-Plaine, Badonviller, La Petite-Raon, Senones, Schirmeck.
- Hôpitaux à Badonviller, Senones, Schirmeck.

### Cultes
- Culte catholique, Paroisse Saint-Luc[103], Diocèse de Saint-Dié.

## Politique et administration

### Budget et fiscalité 2022

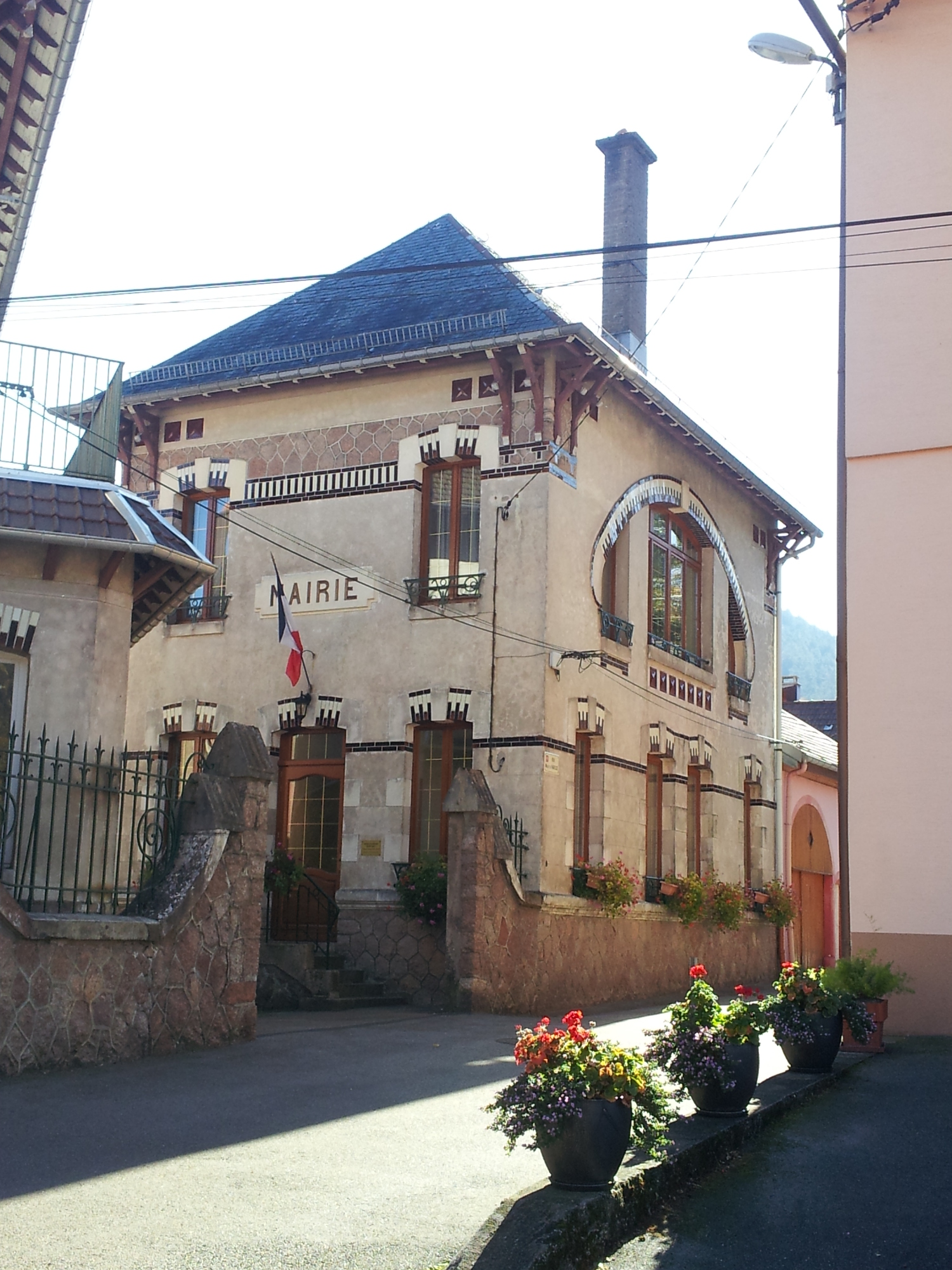
La mairie.

En 2022, le budget de la commune était constitué ainsi :
- total des produits de fonctionnement : 179 000 €, soit 1 187 € par habitant ;
- total des charges de fonctionnement : 145 000 €, soit 958 € par habitant ;
- total des ressources d'investissement : 18 000 €, soit 120 € par habitant ;
- total des emplois d'investissement : 19 000 €, soit 123 € par habitant ;
- endettement : 88 000 €, soit 580 € par habitant.

Avec les taux de fiscalité suivants :
- taxe d'habitation : 21,50 % ;
- taxe foncière sur les propriétés bâties : 36,75 % ;
- taxe foncière sur les propriétés non bâties : 48,00 % ;
- taxe additionnelle à la taxe foncière sur les propriétés non bâties : 0,00 % ;
- cotisation foncière des entreprises : 0,00 %.

Chiffres clés Revenus et pauvreté des ménages en 2021 : médiane en 2021 du revenu disponible, par unité de consommation : 21 190 €.

## Économie

### Entreprises et commerces

#### Agriculture
- Exploitation forestière[106].

#### Tourisme
- Hébergements et restauration à Grandfontaine, Belval, Plaine, Abreschvillers, Saulxures.

#### Commerces
- Commerces et services de proximité.

### Liste des maires
| Période                                  | Période                      | Identité                      | Étiquette | Qualité                                         |
| ---------------------------------------- | ---------------------------- | ----------------------------- | --------- | ----------------------------------------------- |
| Les données manquantes sont à compléter. |                              |                               |           |                                                 |
| vers 1906                                |                              | Joseph Sayer                  |           | maire, forgeron                                 |
| avant 1921                               | après 1926                   | Joseph Bart                   |           | maire, cultivateur                              |
|                                          | après 1931                   | Edmond Boubeul                |           | maire, hôtelier                                 |
|                                          | après 1936                   | Charles ou Paul Absalon       |           | maire, cultivateur ou voiturier                 |
|                                          |                              |                               |           |                                                 |
| mars 1971                                | mars 1983                    | Jean Voyaux (1922-2012)       |           | Entrepreneur de scierie                         |
| mars 1983                                | juin 1995                    | Jacques Le Pallec (1929-2021) |           | Retraité de la sidérurgie                       |
| juin 1995                                | avril 2017                   | Gilles Thomas (1953-2022)     | DVD       | Démissionnaire au cours de son quatrième mandat |
| juin 2017                                | En cours (au 3 juillet 2017) | Marie-Christine Régnier       |           | Infirmière retraitée                            |

## Culture locale et patrimoine

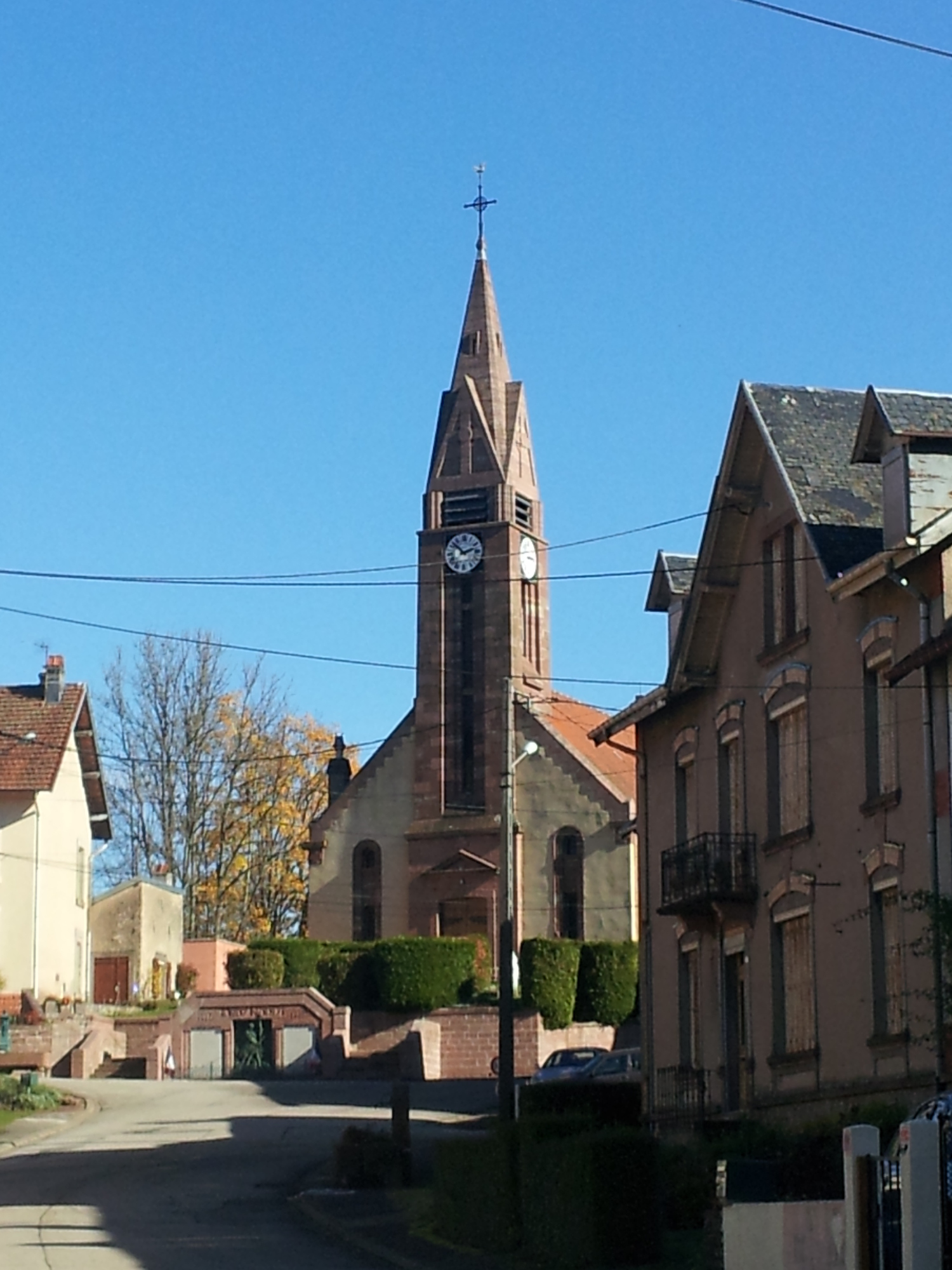
Église Saint-Michel.
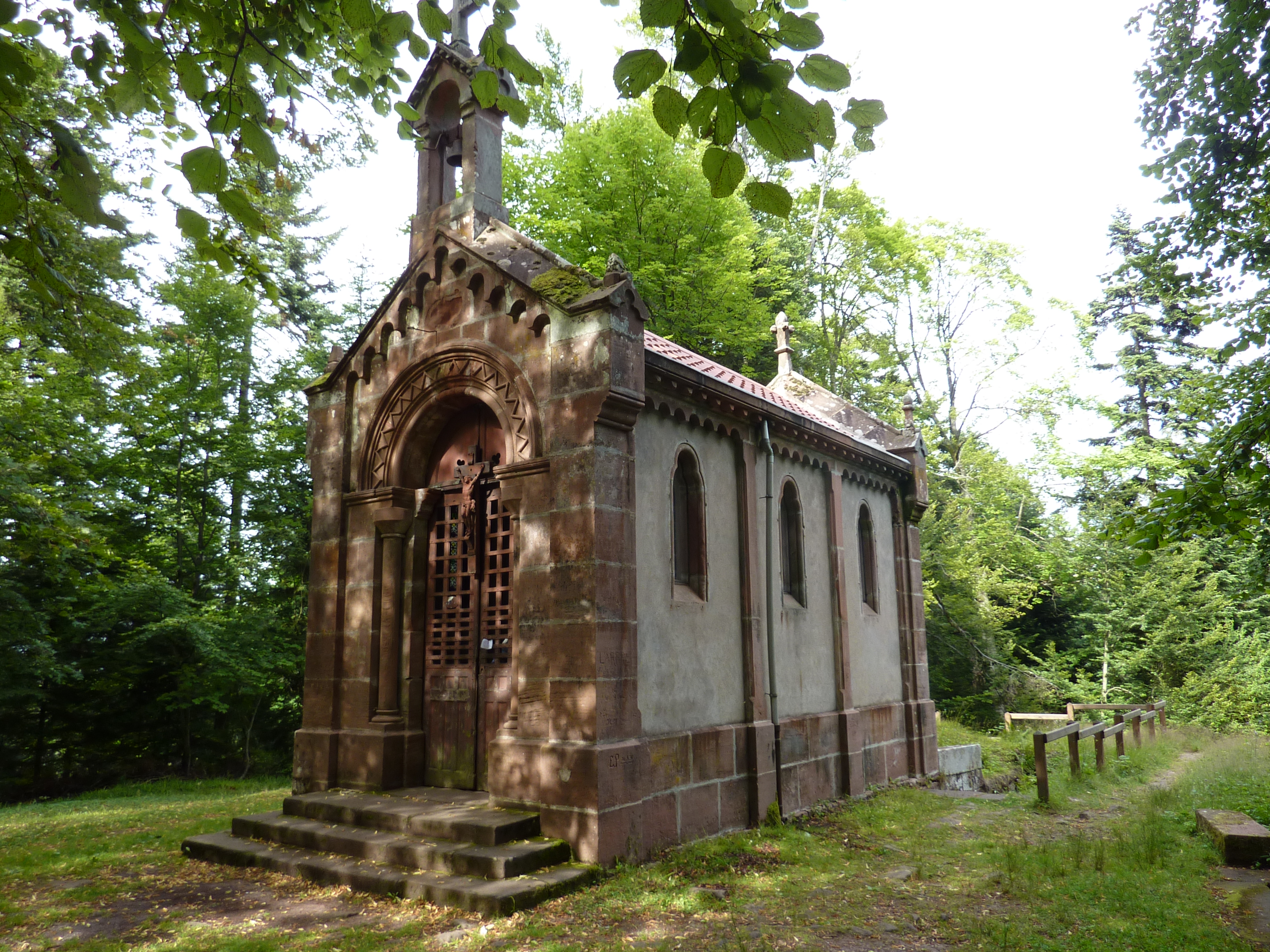
Chapelle du lac de la Maix.
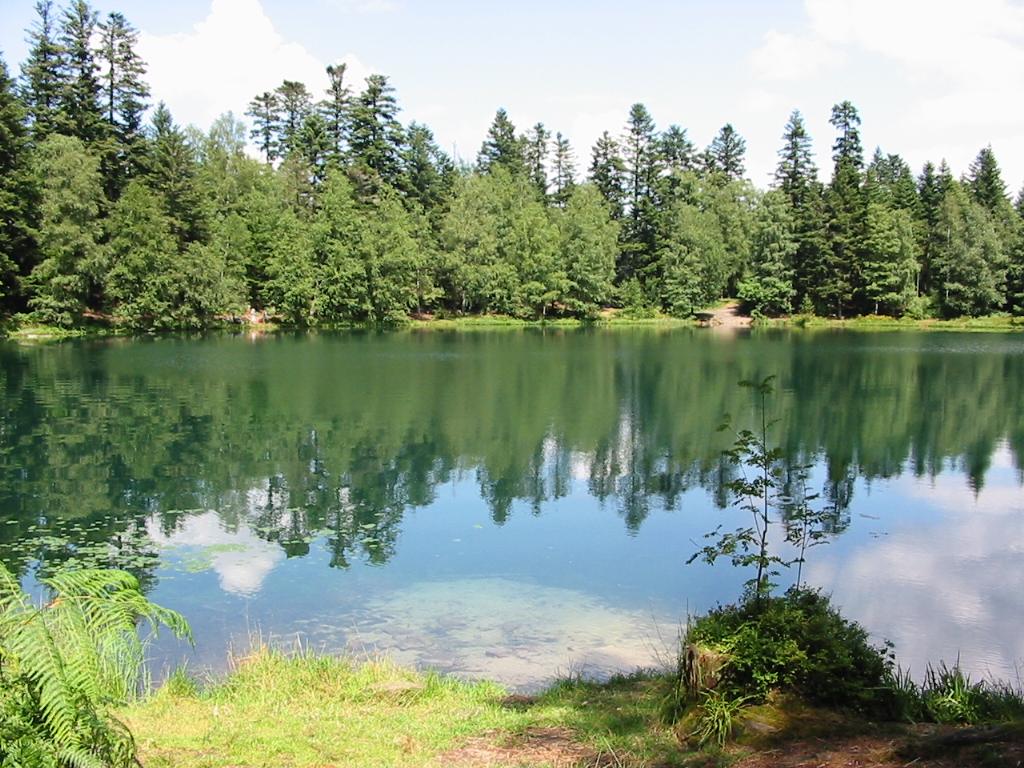
Le lac de la Maix.
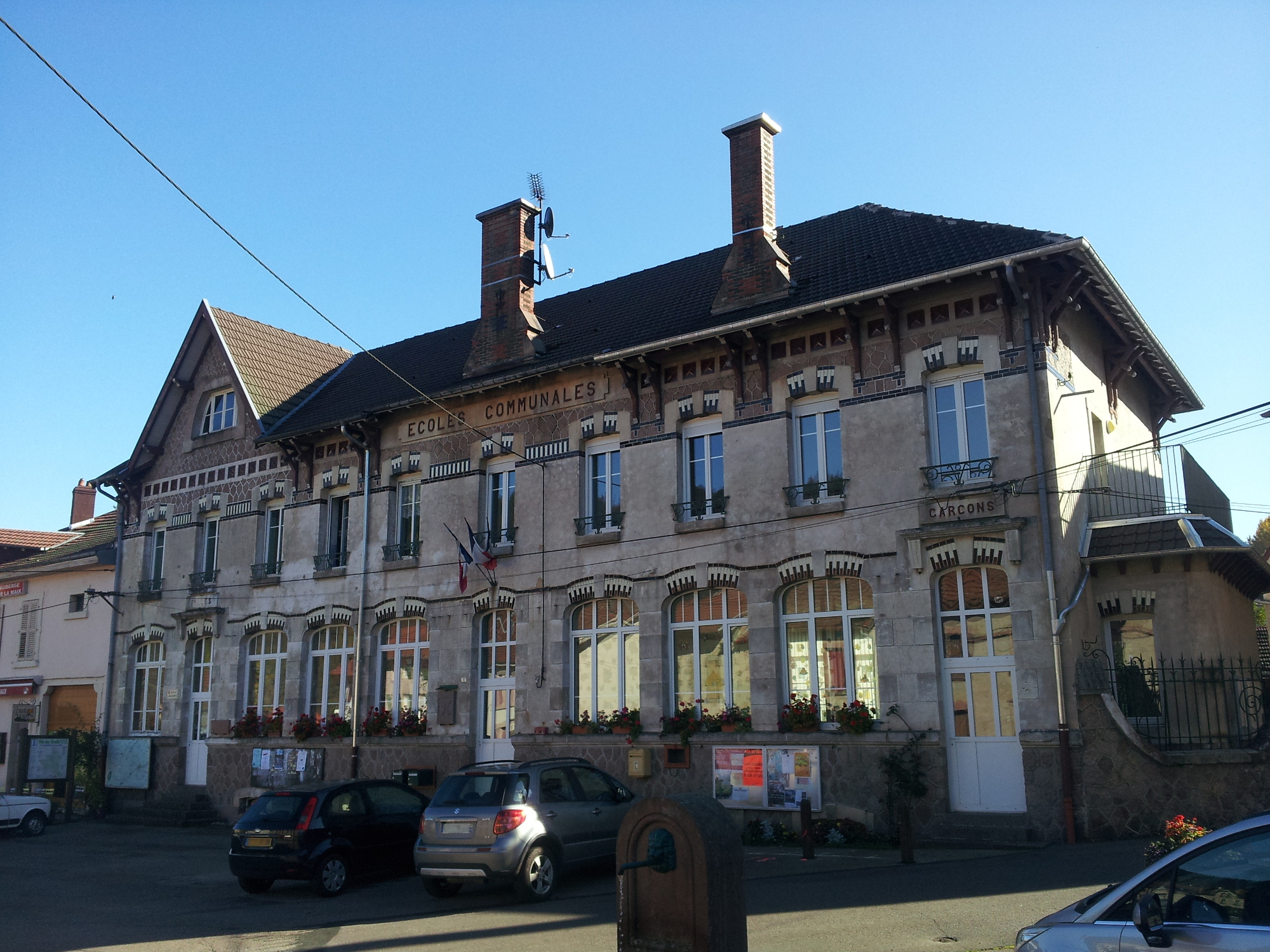
École.

### Lieux et monuments
- Église Saint-Michel reconstruite en 1851 par des dons et corvées des habitants. Incendiée par les Allemands le 23 août 1914, elle a été reconstruite sur les plans des architectes nancéiens J. Oge et H. Gilbert entre 1926 et 1929[123].

Ensemble de 9 verrières.
Présentation du mobilier.
* Maître-autel.
* Ensemble de trois cloches de Farnier Georges.
- Lac de la Maix, lac d'origine glaciaire à 678 m d'altitude, autrefois nommé la Mer, connu pour sa chapelle et son ermitage médiéval de la Mer détruit au siècle des Lumières, centre de pèlerinage mariale, devenu lieu de légendes et de pèlerinage à la Vierge Noire[129].
- Chapelle proche du lac de la Maix reconstruite en 1866[130],[131]. Au voisinage : sarcophage[132].
- Monument aux morts[133].
- Le dolmen de la « Haute-Côte »[134],[135].
- Patrimoine architectural rural recensé par le service de l'Inventaire général du patrimoine culturel[136].

### Héraldique
| Blason de Vexaincourt | Blason  | De sinople, au vannet d'or accompagné à dextre et à senestre d'un cône de sapin d'argent ; au chef de gueules* au saumon courbé d'or nageant en fasce. * Il y a là non-respect de la règle de contrariété des couleurs : ces armes sont fautives (Gueules sur sinople). |
| Blason de Vexaincourt | Détails | Création Robert André LOUIS. Armes utilisées de fait dans le courrier de la commune depuis 2016. |